# Alexandre Boyd
Alexandre Boyd  (exécuté en novembre 1469) Lord de Drumcoll, est un homme d'État écossais qui fut Gardien de l'Écosse.

## Origine
Alexandre Boyd est le fils cadet de Thomas Boyd de Kilmarnock (mort le 9 juillet 1439 Il est le frère de  Robert Boyd de  Kilmarnock et l'oncle de Thomas Boyd comte d'Arran 

## Carrière
Alexandre exerce la fonction de gouverneur du Château d'Édimbourg et de chancelier de la Maison royale, lorsqu'après les disparitions successives de la reine Marie d'Egmont en 1463 et de  l'évêque  James Kennedy en juillet 1465, les entreprenant membres du clan Boyd des « audacious and charming ruffians » selon la formule de John Prebble réussissent à circonvenir les deux régents qui leur ont succédé Gilbert Kennedy frère du défunt évêque et Robert Fleming ainsi que quelques autres nobles les Kier, Hepburn et Lindsay. En juillet 1466 Alexandre s'empare de la personne du jeune roi Jacques III d'Écosse qui résidait à Linlithgow  et le séquestre dans le château d’Édimbourg sous la garde de son frère jusqu'alors simple instructeur du roi en matière militaire. Trois mois plus Jacques III apparait dans un Parlement et déclare que cet acte a été réalisé avec son approbation. Robert Boyd « miroir de chevalerie » devient son unique Gardien et Alexandre son coadjuteur. Robert est nommé Lord Chancelier d'Écosse et Justicier Général en 1467. En avril 1467 il organise le mariage de son fils ainé Thomas Boyd  créé à cette occasion comte d'Arran avec la princesse Marie Stuart, sœur ainée de Jacques III.  
Cette union considérée par le roi comme une insulte personnelle et la jalousie de l'aristocratie face leur ascension fulgurante cause leur chute. Robert Boy et son fils Thomas se rendent au Danemark en 1468 afin de négocier avec le roi Christian Ier le mariage de sa fille Marguerite,  avec le jeune Jacques III. Alors que Robert et Thomas Boyd se trouvent encore au Danemark,  plusieurs membres de l'aristocratie persuadent le jeune roi de convoquer un Parlement en 1469 afin de leur faire rendre compte de leur administration. Robert Boyd se réfugie en Angleterre où il meurt, Thomas Boyd alerté par son épouse ramène la fiancée à Leith puis repart immédiatement pour Bruges puis la France où Marie le rejoint. Alexandre Boyd est le seul à être arrêté, il est condamné pour haute trahison et exécuté à Édimbourg en novembre 1469.